# Llorenç el Magnífic

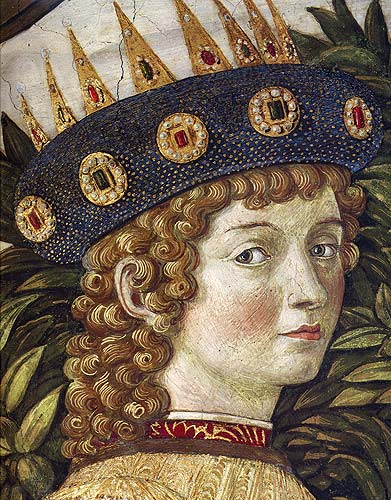
Lorenzo de Mèdici, jove (Benozzo Gozzoli, Cappella dei Magi)

Llorenç el Magnífic, també conegut com a Lorenzo di Medici o Lorenzo il Magnifico en llengua italiana (Florència, República de Florència, 1 de gener de 1449 - Careggi, 8 d'abril del 1492) fou un estadista italià, banquer, governant de facto de la República de Florència i el mecenes més poderós i entusiasta de la cultura renaixentista a Itàlia, i va esdevenir Senyor de Florència entre 1469 i 1492.
Com a mecenes, és conegut sobretot pel seu suport a artistes com Botticelli i Miquel Àngel. Va mantenir l'equilibri de poder dins de la Lliga Itàlica, una aliança d'estats que va estabilitzar les condicions polítiques a la península italiana durant dècades, i la seva vida va coincidir amb la fase madura del Renaixement italià i el Segle d'Or de Florència. Pel que fa a la política exterior, Lorenzo va manifestar un pla clar per frenar les ambicions territorials del papa Sixt IV, en nom del balanç de la Lliga italiana de 1454. Per aquestes raons, Lorenzo va ser objecte de la conspiració dels Pazzi (1478), en què va ser assassinat el seu germà Julià. El tractat de Lodi de 1454 que va ajudar a mantenir entre els diversos estats italians es va esfondrar amb la seva mort. Està enterrat a la capella dels Mèdici de Florència.

## Família
Va néixer el 1449 a la ciutat de Florència sent el tercer fill del senyor Pere I de Mèdici i Lucrezia Tornabuoni. Per línia paterna fou net de Cosme el Vell i Contessina de Bardi, i per línia materna de Francesc Tornabuoni. Fou germà, així mateix, de Maria, Blanca, Nannina i Julià de Mèdici. Gràcies a l'interès de la seva mare Lucrezia Tornabuoni, es casà per poders el 4 de juny i efectivament el 28 de desembre de 1469 amb Clarice Orsini, filla de Giacomo Orsini i Maddalena Orsini. D'aquesta unió nasqueren:
- Lucrècia de Mèdici (1470-1553),[6] casada el 1488 amb Jacopo Salviati, avis del papa Lleó XI
- Dos bessons, sense nom (1471)
- Pere II de Mèdici (1472-1503),[6] senyor de Florència
- Magdalena de Mèdici (1473-1528), casada el 1487 amb Francesc de Cybo
- Giovanni di Lorenzo de Mèdici (1475-1521),[6] cardenal i futur papa Lleó X (1513)[7]
- Lluïsa de Mèdici (1477-1488)[6]
- Contessina de Mèdici (1478-1515),[6] casada amb Piero Ridolfi
- Julià de Mèdici (1479-1516),[6] duc de Nemours

Per primera vegada, un Mèdici esposava una dona de família noble, establint una aliança entre els Mèdici i els Orsini que serà la clau per l'arribada de la primera porpra cardenalícia a la família, en la persona del seu fill Giovanni.

## Joventut
Abans d'assumir la senyoria de Florència tingué ocasió d'ensenyar la seva habilitat diplomàtica gràcies a la missió que li fou confiada tot just complerts els setze anys a Nàpols, Roma i Venècia. Se'n sortí, a més a més, amb l'oferiment d'honors i d'or als Mèdici per part de Luca Pitti, el més gran aliat entre els seus adversaris polítics.

## Senyor de Florència
A la mort del pare, ocorreguda el desembre de 1469, Lorenzo, tot just amb vint anys, assumeix el poder a Florència, juntament amb el seu germà Julià. Aquest, reconeixent-li les seves qualitats superiors, li cedí immediatament les competències de govern. Lorenzo va reformar completament les institucions estatals durant el període comprès entre el 1469 i el 1472, va apaivagar totes les rivalitats entre les famílies i va ajudar a resoldre tots els conflictes, esdevenint l'àrbitre suprem en totes les disputes. Amb petites modificacions a la constitució comunal, es va garantir el poder sense perdre l'estima del poble: va fer conservar les magistratures comunals, les quals, privades de tota autonomia, foren simples instruments en les seves mans.
Lorenzo compendiava el poder polític i l'econòmic, amor per l'art i per la cultura, representant l'encarnació ideal del príncep renaixentista: estava a punt per regnar com a senyor absolut. Ell garantí, a més a més, un període d'equilibri entre les diverses potències italianes, fins al punt de merèixer l'apel·latiu d'"agulla de la balança italiana".

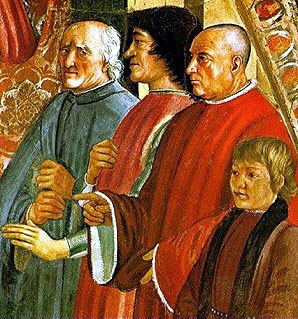
Al centre Lorenzo de Mèdici (Domenico Ghirlandaio, Cappella Sassetti, Santa Trinita, Florència)

Després d'haver dominat la rebel·lió de Prato i de Volterra, després de deu anys de govern, els germans Mèdici van haver de fer front a la recrudescència dels atacs de les famílies rivals, sobretot la dels Pazzi, que orquestraren la cèlebre Conjura dels Pazzi amb la intenció de matar els germans. El 26 d'abril del 1478, mentre escoltaven missa a Santa Maria del Fiore, tots dos germans foren assaltats. Julià fou apunyalat fins a morir pel sicari Bernardo Bandini, mentre Lorenzo, ferit de poca importància, es va salvar amagant-se a la sagristia, ajudat per alguns amics, entre els quals es trobava Poliziano. Els conjurats, entre els quals s'hi trobaven personatges polítics no florentins, com el papa Sixt IV i el seu nebot Girolamo Riario, senyor de Forlì i d'Imola, foren sotmesos a cruels venjances i represàlies.
El Papa, disgustat pel tractament reservat als conjurats, va excomunicar Lorenzo, i s'alià amb Ferran I de Nàpols i amb la República de Siena contra Florència, aliada amb Milà i Venècia. L'aliança florentina fou derrotada pel rei de Nàpols a la batalla de Poggio Imperiale del 1479. Immediatament, Lorenzo es traslladà personalment a Nàpols per tractar amb Ferran I, se'n va sortir de l'empresa de convèncer-lo de les seves raons, va obtenir la retirada de les seves tropes de la Toscana i el va deslligar de la coalició amb el Papa.
Al seu retorn a la ciutat, Lorenzo fou aclamat pels florentins com a salvador de la pàtria. El 1480 Sixt IV, que s'havia quedat sol, oferí la pau a Florència.
Reforçat per aquests successos, Lorenzo, aprofitant el moment favorable, assegurà el poder a les seves mans instituint el Consell dels setanta, òrgan de govern format pels fidels de la família i que disminuí l'autoritat del Priori i del Gonfaloniere de justícia. Amb el nou pontífex, Innocenci VIII, els Mèdici es lligaren més amb el Papa, car Lorenzo estava convençut que l'aliança entre Florència, Nàpols i la Santa Seu mantindrien allunyats els estrangers d'Itàlia.
Lorenzo il Magnifico, destacat moderador de la política italiana, creà un equilibri que fou la garantia d'una pau entre els estats italians que durà fins a la seva mort, sobrevinguda el 9 d'abril del 1492. El 1494, en reprendre's les discòrdies entre els estats, Carles VIII envaí la península.

## Obra cultural

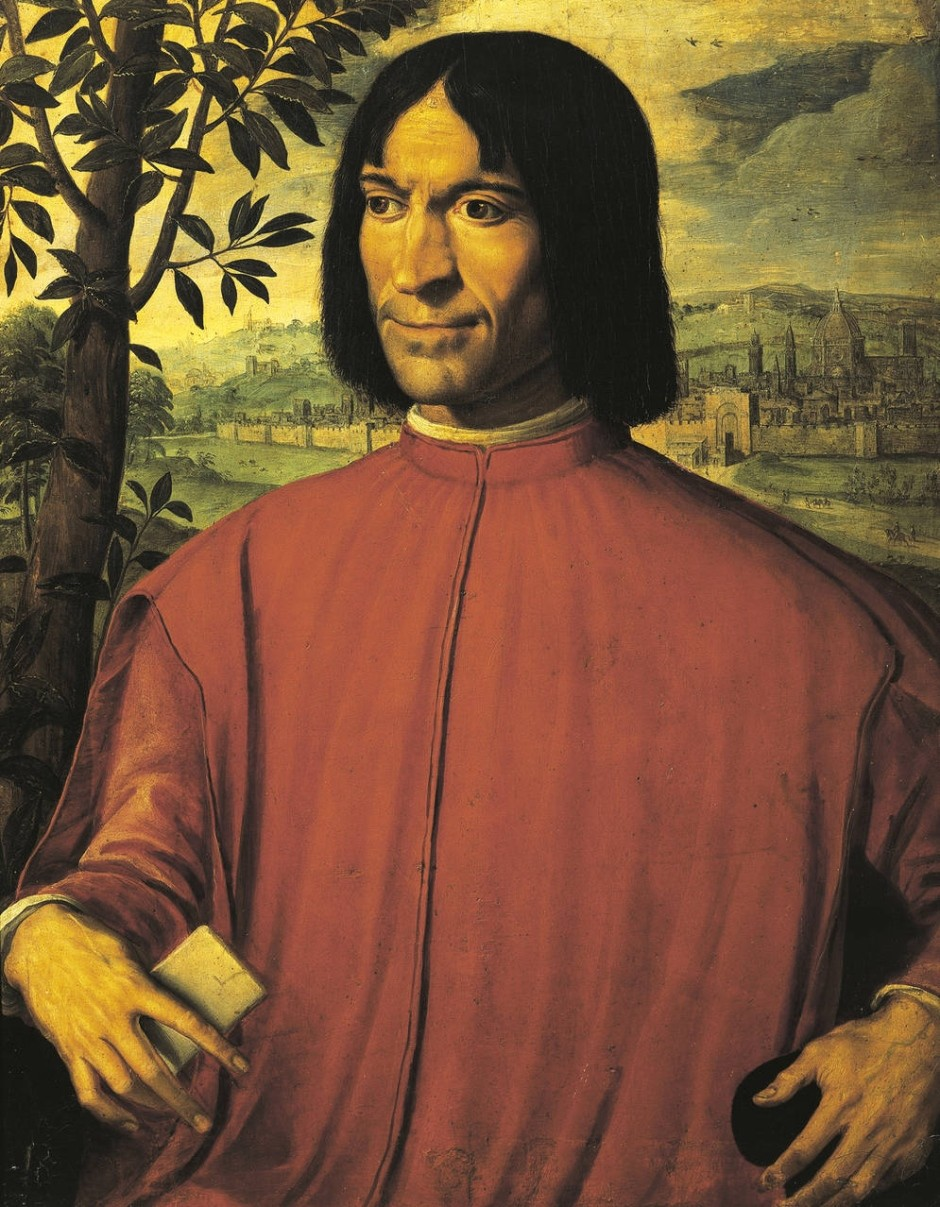
Retrat de Lorenzo il magnifico

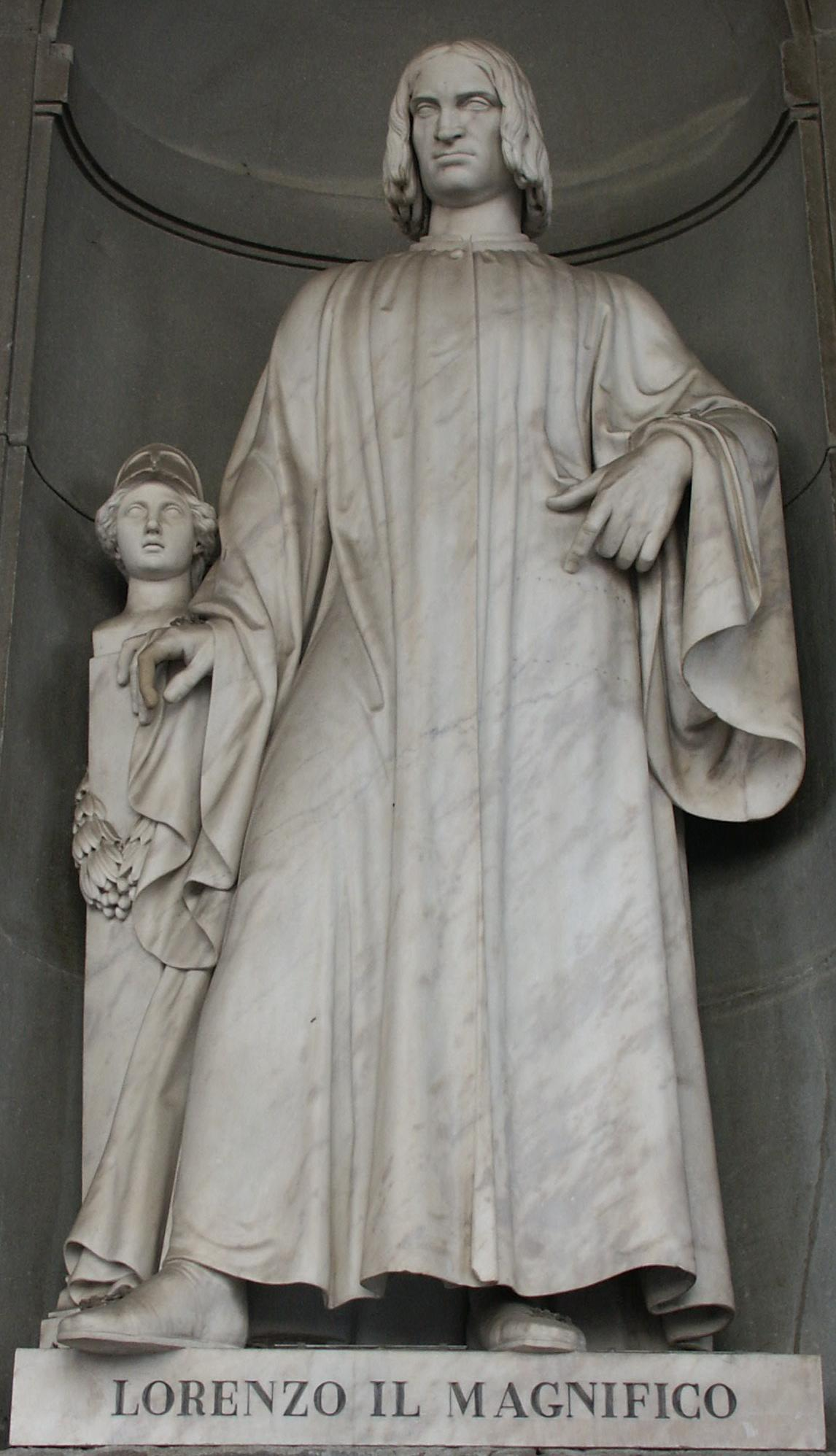
Estàtua de Lorenzo de Mèdici, a la Uffizi

Lorenzo no fou només un polític astut, també va ser poeta i protector de l'art. Enamorat de la cultura i de la poesia, li agradava de conèixer-ne totes les manifestacions pel plaer intel·lectual que li produïa. L'extrema varietat de gèneres, models literaris, tonalitats i estils que admirà i conreà fan molt difícil d'establir un perfil únic a la personalitat cultural de Lorenzo. Hom l'ha definit com un "diletant" de la cultura.
- Raccolta Aragonese, en català Recopilació aragonesa - recull de poemes toscans d'ençà el segle xiii fins al seu temps, destinats a ser un present al rei Ferran I de Nàpols.

### Obres neoplatòniques
- Selve d'amore
- Altercazione
- Rime

### Obres còmiques i edonístiques
A la tendència idealitzant d'aquests últims escrits s'hi contraposa el realisme d'una tradició més "burgesa", còmica i burlesca. En aquest sentit, fou molt influït per Pulci que en un primer moment fou l'intel·lectual més apreciat pels Mèdici.
- Caccia col falcone
- Uccellagione di starne
- Beoni
- Nencia da Barberino - reprèn el tema de la "sàtira del vilà", tractant el personatge del rústic en la seva típica grolleria, simplicitat i incivilitat. És una paròdia del tema del pastor enamorat
- Corinto
- Canzoni a ballo
- Canti carnascialeschi - destinat a ésser cantat amb acompanyament musical durant el carnaval, se'n recorda especialment la cèlebre Canzona di Bacco

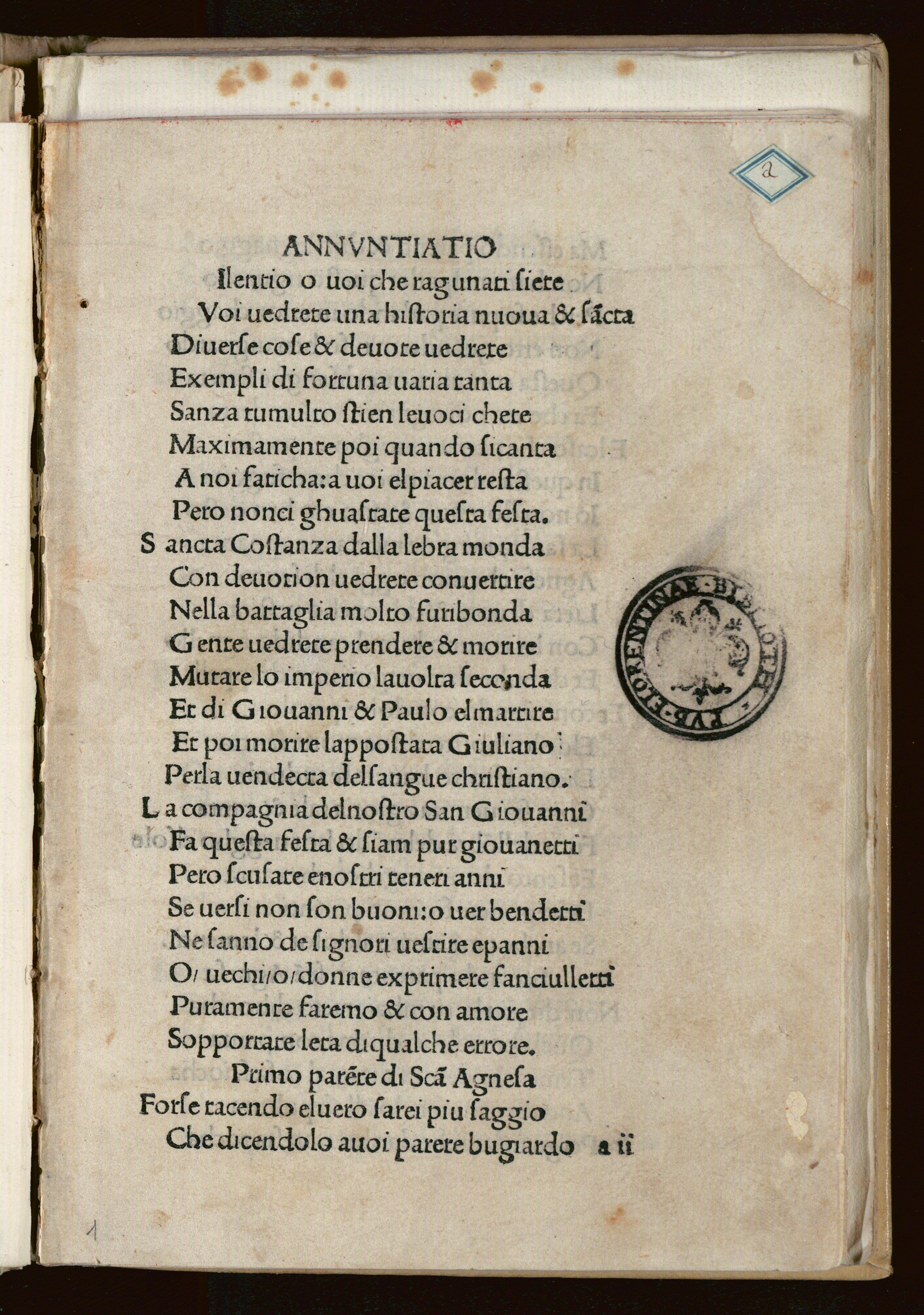
Sacra rappresentazione dei santi Giovanni e Paolo

### Obres religioses
A les obres precedents fan singular contrast altres composicions de caràcter religiós: els Capitoli, paràfrasi dels textos bíblics, le Laude, que enllacen amb la tradició romana del segle xiii i la Sacra rappresentazione dei Santi Giovanni e Paolo.
- Capitoli
- Laude
- Sacra rappresentazione dei Santi Giovanni e Paolo

## Mecenatges
Escriptors i artistes en general trobaren en Lorenzo un mecenatge intel·ligent i receptiu, fins al punt de fer-li merèixer l'apel·latiu de Magnifico. Entre els humanistes que freqüentaren la seva cort recordem: Pico della Mirandola, Marsilio Ficino, Angelo Poliziano i Luigi Pulci. Aquests mateixos escriptors enriquiren la biblioteca de la família, enviant els estudiosos que freqüentaven la cort a fer recerca de manuscrits preciosos, a Itàlia i a l'estranger. Organitzà la seva col·lecció d'estàtues antigues prop del Giardino di San Marco, propietat seva i fundà una exclusiva escola per joves artistes, reconeguda com la primera acadèmia d'art d'Europa, on estudià, entre d'altres, un jovencell Michelangelo Buonarroti.
Els millors pintors d'aquells temps, Antonio Pollaiuolo, Filippino Lippi i Sandro Botticelli, treballaren per ell, així com l'escultor Andrea del Verrocchio i l'arquitecte Giuliano da Sangallo.
Els últims anys de la seva vida foren, però, trasbalsats per l'agitador popular Savonarola, que l'acusava d'haver corromput, amb el paganisme humanístic, la Florècia cristiana i republicana.

## Anys posteriors, mort i llegat

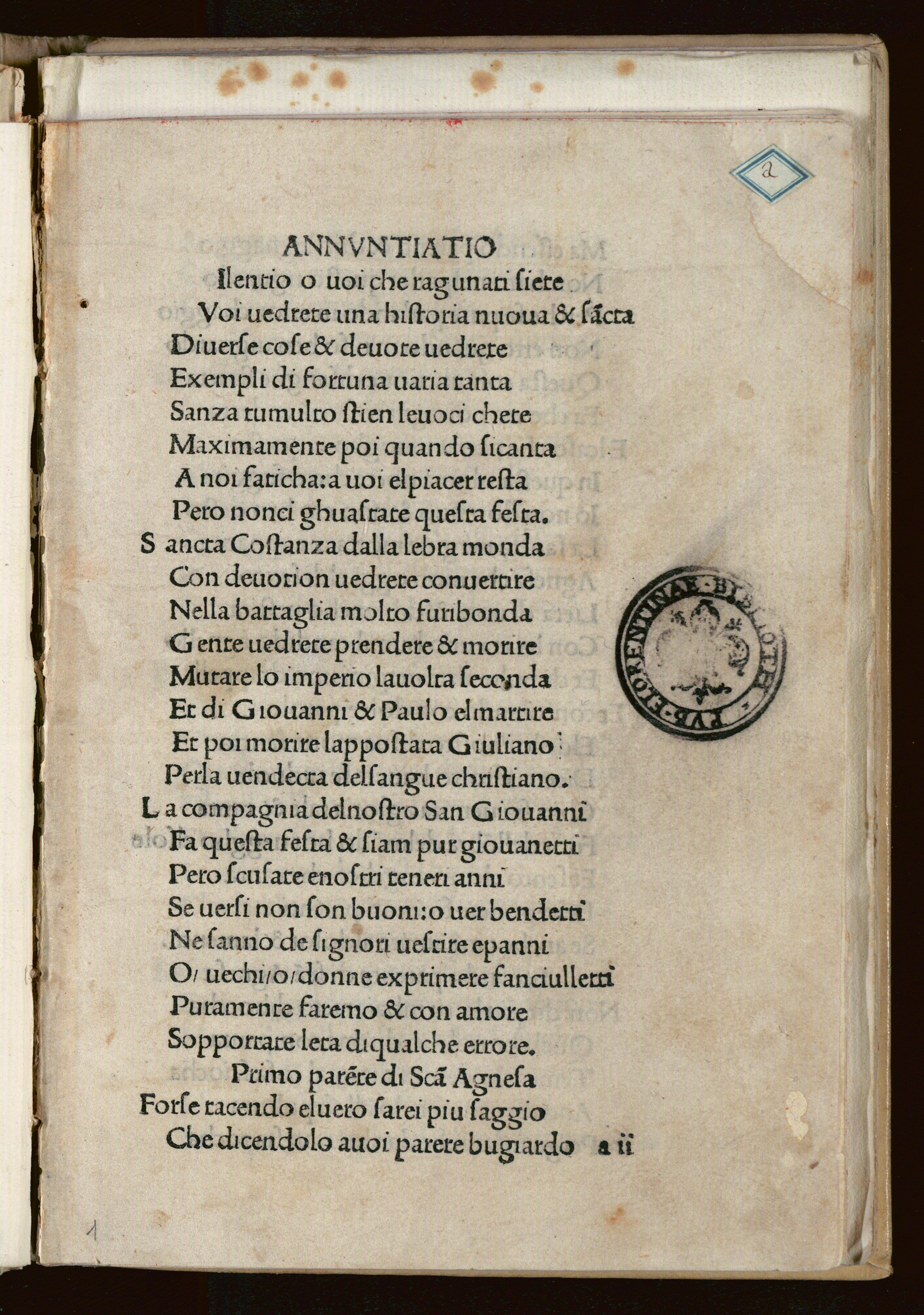
Sacra rappresentazione dei santi Giovanni e Paolo ("Santa representació dels sants Joan i Pau"), obra de Llorenç en els anys posteriors

Durant el mandat de Llorenç, diverses sucursals del banc familiar es van esfondrar a causa dels préstecs incobrables, i els anys posteriors es va trobar en dificultats econòmiques i va recórrer a l'apropiació indeguda de fons fiduciaris i estatals.
Cap al final de la vida de Llorenç, Florència va quedar sota la influència de Savonarola, que creia que els cristians s'havien allunyat massa en la cultura grecoromana. Llorenç va tenir un paper important en portar Savonarola a Florència.

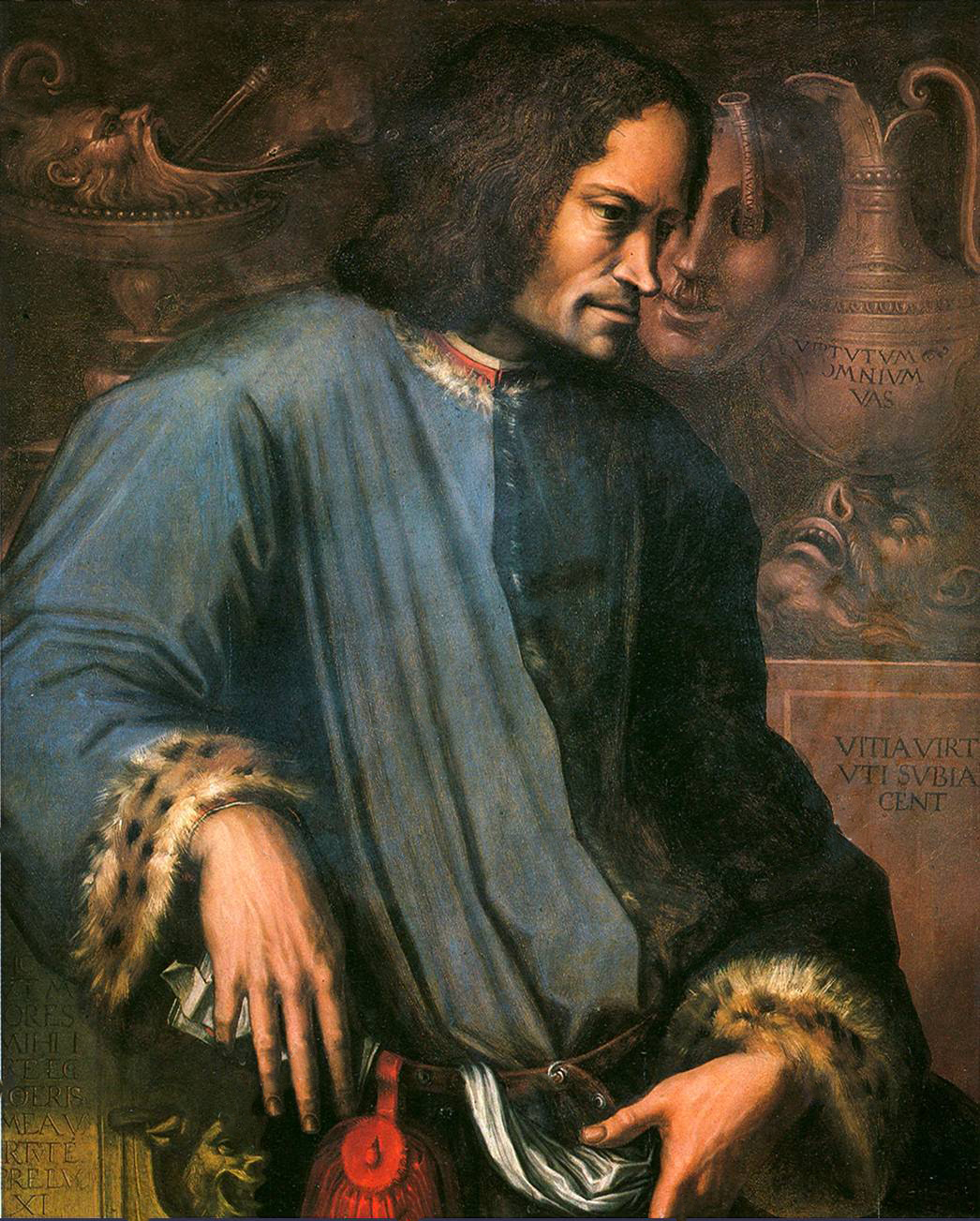
Un retrat pòstum de Llorenç de Giorgio Vasari

Llorenç va morir durant la nit del 8 d'abril de 1492, a la vil·la familiar de Careggi. Savonarola va visitar Llorenç al seu llit de mort. El rumor que Savonarola va condemnar Llorenç al seu llit de mort ha estat refutat al llibre de Roberto Ridolfi Vita di Girolamo Savonarola. Les cartes escrites pels testimonis de la mort de Llorenç informen que va morir pacíficament després d'escoltar l'Evangeli del dia. En el moment de la seva mort es va afirmar que es van produir molts signes i prodigios, com ara que la cúpula de la catedral de Florència va ser colpejada per un llamp, l'aparició de fantasmes i els lleons mantinguts a Via Leone lluitant entre ells.
La Signoria i els concilis de Florència va emetre un decret:
| « | Mentre que l'home més destacat de tota aquesta ciutat, l'últim difunt Llorenç de Mèdici, durant tota la seva vida, no va descuidar cap oportunitat de protegir, augmentar, adornar i aixecar aquesta ciutat, però sempre estava preparat amb consells, autoritat i minuciós, en pensaments i fets; no es va encongir davant de problemes ni perills pel bé de l'estat i la seva llibertat..... va semblar bé al Senat i al poble de Florència...i establir un testimoni públic d'agraïment a la memòria d'un home com aquest, a fi que la virtut no sigui deshonrada entre els florentins, i que, en els dies vinents, altres ciutadans siguin incitats a servir la comunitat amb força i saviesa. | » |

Llorenç va ser enterrat amb el seu germà Julià a l'església de Sant Llorenç al sarcòfag de pòrfir vermell dissenyat per a Piero i Giovanni de' Medici, i no, com era d'esperar, a la Sagristia Nova, dissenyada per Miquel Àngel. Aquest últim conté les dues tombes monumentals dels homònims menys coneguts de Llorenç i Julià : Llorenç II de Mèdici, i Juliá, duc de Nemours. Segons Williamson i altres, les estàtues del menor Llorenç i Julià van ser tallades per Miquel Àngel per incorporar l'essència dels homes famosos. El 1559, els cossos de Llorenç de Medici ("el Magnífic") i el seu germà Julià van ser enterrats a la Sagristia Nova en una tomba sense marcar sota l'estàtua de la Mare de Déu de Miquel Àngel.
L'hereu de Llorenç era el seu fill gran, Pere II de Mèdici, conegut com "Pere el Desgraciat". El 1494, va malbaratar el patrimoni del seu pare i va fer caure la dinastia Mèdici a Florència. El seu segon fill, Giovanni, que esdevingué el papa Lleó X, va recuperar la ciutat el 1512 amb l'ajuda d'un exèrcit espanyol. El 1531, el nebot de Llorenç, Giulio di Giuliano, a qui Llorenç havia criat com el seu propi fill, i que el 1523 es va convertir en el papa Climent VII, va formalitzar el govern dels Mèdici de Florència instal·lant a Alexandre de Mèdici com el primer duc hereditari de la ciutat.

## En la cultura popular
- Llorenç de' Mèdici és representat com un adolescent a Leonardo de CBBC, interpretat per l'actor Colin Ryan.[16]
- Llorenç de' Mèdici apareix com a personatge secundari del protagonista, Ezio Auditore da Firenze, després que ajudin a frustrar els conspiradors Pazzi a Assassin's Creed II.[17]
- Llorenç de' Mèdici és interpretat per Elliot Cowan a la sèrie de televisió del 2013 Da Vinci's Demons.[18]
- Llorenç de Mèdici és interpretat per Daniel Sharman a la sèrie de televisió Medici: The Magnificent.[19]